# Tu Weiming
Tu Weiming (Kunming, 1940) è un filosofo cinese, esperto di etica e membro del Nuovo Confucianesimo.
Weiming è capo fondatore e professore di filosofia dell'Institute for Advanced Humanistic Studies all'Università di Pechino ed è anche un membro anziano dell'Asia Center all'Università di Harvard.

## Biografia
Tu è stato professore di Storia Cinese e Filosofia e di Teorie Confuciane presso il Dipartimento di East Asian Languages and Civilizations all'Università di Harvard (1999-2010).
È stato Direttore del Harvard-Yenching Institute (1996-2008) e Direttore dell'Istituto di Cultura e della Comunicazione presso la East-West Center in Hawaii (1990-1991). È membro dell'American Academy of Arts and Sciences.

## Vita e formazione
Tu è nato a Kunming, nella provincia dello Yunnan, in Cina. Ha ottenuto la prima laurea in Studi Cinesi presso l'Università Tunghai di Taiwan nel 1961, ha conseguito il MA in Regional Study (Est Asia) nel 1963 e il dottorato di ricerca nel 1968, in Storia e lingue dell'Asia orientale all'Università di Harvard. Tu ha insegnato presso L'Università di Princeton dal 1968 al 1971, e nell'Università della California, a Berkeley (1971-1981); insegna ad Harvard dal 1981. Nel 1988, Tu è stato uno dei più considerati dalla rivista Life per esprimere la sua personale idea sul "senso della vita.".
Tu è stato anche professore associato all'Università di Pechino, all'Università nazionale di Taiwan, all'Università Cinese di Hong Kong, and all'Università di Parigi. detiene il titolo di professore onorario all'Università Zhejiang, all'Università Renmin, all'Università Zhongshan, alla Cheung Kong Graduate School of Business e all'Accademia di scienze sociali di Shanghai. Ha ricevuto lauree honoris causa dall'Università Lehigh, dall'Università del Michigan a Grand Valley, and dall'Università Shandong.
Tu è stato nominato da Kofi Annan membro delle Nazioni Unite nel "Group of Eminent Persons", per facilitare il "Dialogo tra le Civiltà" nel 2001. Ha tenuto un discorso riguardante il "Dialogo tra le Civiltà" al Consiglio Direttivo dell'UNESCO nel 2004. È stato inoltre uno degli otto intellettuali Confuciani ad essere invitato dal governo di Singapore per lo sviluppo del "Etica confuciana" curriculum scolastico.

## Vita privata
Tu ha due figli e due figlie: Eugene, Yalun, Marianna, e Rosa. È stato descritto in  Una vita confuciana in America  (Films per le discipline umanistiche e delle scienze).

## Pubblicazioni
Tu ha scritto più di 30 libri in Cinese ed Inglese, inclusi:
- Tu, Weiming. (1976). Neo-Confucian thought in action: Wang Yang-Ming's youth. Berkeley, CA: University of California Press.
- Tu, Weiming. (1978). Humanity and self-cultivation: Essays in Confucian thought. Boston, MA: Asian Humanities Press.
- Tu, Weiming. (1984). Confucian ethics today: The Singapore challenge. Singapore: Federal Publications.
- Tu, Weiming. (1985). Confucian thought: Selfhood as creative transformation. Albany, NY: State University of New York Press.
- Tu, Weiming. (1989). Centrality and commonality: An essay on Confucian religiousness. Albany, NY: State University of New York Press.
- Tu, Weiming. (1989). Confucianism in historical perspective. Singapore: Institute of East Asian Philosophies.
- Tu, Weiming. (1993). Way, learning, and politics: Essays on the Confucian intellectual. Albany, NY: State University of New York Press.
- Tu, Weiming. (Ed.). (1994). China in transformation. Cambridge, MA: Harvard University Press.
- Tu, Weiming. (Ed.). (1994). The living tree: The changing meaning of being Chinese today. Stanford, CA: Stanford University Press.
- Tu, Weiming. (Ed.). (1996). Confucian traditions in East Asian modernity. Cambridge, MA: Harvard University Press.
- Tu, Weiming, & Tucker, Mary Evelyn. (Eds.). (2003/2004). Confucian spirituality (Vols. 1-2). New York: Crossroad.
- De Barry, William Theodore, & Tu, Weiming. (Eds.). (1998). Confucianism and human rights. New York: Columbia University Press.
- Liu, James T. C., & Tu, Weiming. (Eds.). (1970). Traditional China. Englewood Cliffs, NJ: Prentice-Hall.
- Yao, Xinzhong, & Tu, Weiming. (Eds.). (2010). Confucian studies (Vols. 1-4). London: Routledge.